# Сан-Марино на літніх Олімпійських іграх 1996
Сан-Марино брало участь у Літніх Олімпійських іграх 1996 року в Атланті (США), але не завоювало жодної медалі. Країну представляли 7 спортсменів.

## Результати змагань

### Стрільба з лука
- Паоло Тура
62 місце

### Дзюдо
- Лоріс Мулароні
легка вага: 21 місце

### Легка атлетика
- Манліно Молінарі
біг на 800 метрів

### Стрільба
- Франческо Амічі
Трап: 31 місце
- Надя Марчі
жінки, пневматичний пістолет: 39 місце

### Плавання
- Дієго Мулароні
100 метрів вільним стилем: 59 місце

### Вітрильний спорт
- Лука Беллуззі
Клас «Фін»: 56 місце